# Brumano
Brumano là một đô thị ở tỉnh Bergamo trong vùng Lombardia của nước Ý, có vị trí cách khoảng 50 km về phía đông bắc của Milano và khoảng 20 km về phía tây bắc của Bergamo. Tại thời điểm ngày 31 tháng 12 năm 2004, đô thị này có dân số 96 người và diện tích là 8,1 km².
Brumano giáp các đô thị: Erve, Fuipiano Valle Imagna, Lecco, Locatello, Morterone, Rota d'Imagna, Valsecca, Vedeseta.